# Amphinemura monotuberculata
Amphinemura monotuberculata är en bäcksländeart som först beskrevs av Kawai 1956.  Amphinemura monotuberculata ingår i släktet Amphinemura och familjen kryssbäcksländor. Inga underarter finns listade i Catalogue of Life.